# Polycope
Polycope is een geslacht van mosselkreeftjes en het typegeslacht van de familie Polycopidae.

## Soorten
- Polycope afanasjevi Chavtur, 1983
- Polycope aghdarbandensis Kristan-Tollmann, 1991 †
- Polycope arenicola Hartmann, 1954
- Polycope arenicula Hartmann, 1954
- Polycope areolata Sars, 1923
- Polycope bathyalis Chavtur, 1981
- Polycope bireticulata Joy & Clark, 1977
- Polycope bispinosa Joy & Clark, 1977
- Polycope bluebellensis Weaver, 1982 †
- Polycope bonnemai Herrig, 1963 †
- Polycope burrovii Jones, Kirkby & Brady, 1874 †
- Polycope cancellea Hartmann, 1954
- Polycope cerasia Blake, 1876 †
- Polycope certa Kuznetsova, 1961 †
- Polycope choane (Hasan, 1983) Chavtur, 1991 †
- Polycope clathrata Sars, 1923
- Polycope clymeniarum Rzehak, 1910 †
- Polycope decorata Apostolescu, 1959 †
- Polycope delicatulina Kempf, 2011 †
- Polycope denticulata Bonaduce, Masoli, Minichelli & Pugliese, 1980
- Polycope devonica Jones, 1881 †
- Polycope discus Fischer, 1961 †
- Polycope dorsispinata Herrig, 1994 †
- Polycope eilatensis Kempf, 2011
- Polycope epithema (Ruan, 1988) Chavtur, 1991
- Polycope exquista Zhao (Yi-Chun) (Quan-Hong), 1988
- Polycope fontinensis Terquem, 1885 †
- Polycope foraminosa Hasan, 1983
- Polycope fragilis Mueller, 1894
- Polycope frigida Neale, 1981
- Polycope fungosa Bate, 1969 †
- Polycope gongxianensis Zhang (Xiao-Jun), 1987 †
- Polycope graeca Sissingh, 1972 †
- Polycope gulbini Chavtur, 1981
- Polycope hawaiiensis Hartmann, 1991
- Polycope hughesiae Whidborne, 1890 †
- Polycope inflata Bonaduce, Ciliberto, Masoli, MinichelLi & Pugliese, 1982
- Polycope inornata Joy & Clark, 1977
- Polycope konkensis Livental, 1956 †
- Polycope krauseae Herrig, 1994 †
- Polycope kutchensis Neale & Singh, 1986 †
- Polycope ladinica Kolar-jurkovsek, 1989 †
- Polycope longirostrata Chavtur, 1983
- Polycope lunaris Yasuhara & Okahashi, 2014
- Polycope luxuriosa Herrig, 1964 †
- Polycope major Chavtur, 1981
- Polycope melbournensis Warne, 1990 †
- Polycope minor Michelsen, 1975 †
- Polycope monocornigera (Zhao (Yi-Chun) (Quan-Hong), 1985) Chavtur, 1991
- Polycope nitela Zhang (Xiao-Jun), 1991 †
- Polycope nuda Kaye, 1965 †
- Polycope orbicularis Sars, 1866
- Polycope orbulinaeformis Breman, 1976
- Polycope orientalis Zhang (Xiao-Jun), 1991 †
- Polycope oweni Kaye, 1965 †
- Polycope parareticulata Bonaduce, Ciampo & Masoli, 1976
- Polycope paula Kotschetkova, 1972 †
- Polycope pelta Fischer, 1961 †
- Polycope perminuta (Kellett, 1933) Kotschetkova & Gusseva, 1972 †
- Polycope plebeia Zhang (xiao-jun), 1991 †
- Polycope plumhoffi Bate & Coleman, 1975 †
- Polycope proboscidea Herrig, 1994 †
- Polycope profundiclathrata Hartmann, 1993
- Polycope provecta] Zhang (Xiao-Jun), 1991 †
- Polycope pseudoinornata Chavtur, 1983
- Polycope pseudoorbicularis Chavtur, 1977
- Polycope pumicosa Apostolescu, 1959 †
- Polycope pustulata Sars, 1890
- Polycope quadridentata
- Polycope regina Hasan, 1983
- Polycope reticulata Mueller, 1894
- Polycope riegrafi Brand, 1990 †
- Polycope rotunda Neale & Singh, 1986 †
- Polycope rugosa Kotschetkova, 1983 †
- Polycope sanctacatherinae Whatley & Downing, 1984 †
- Polycope scabroreticulata Zhao (Yi-Chun) (Quan-Hong), 1988
- Polycope setigera Skogsberg, 1920
- Polycope simplex Jones & Kirkby, 1874 †
- Polycope sinensis Zhao (Yi-Chun) (Quan-Hong), 1988
- Polycope socialis (Barrande, 1872) Pribyl, 1952 †
- Polycope sphaerula (Gruendel, 1961) Becker, 1993 †
- Polycope spinula Dewey & Fahraeus, 1987 †
- Polycope stipitiformis Hao (Yi-Chun), 1988
- Polycope strongila Barbeito-Gonzalez, 1971
- Polycope subgongxianensis Zhang (Xiao-Jun), 1991 †
- Polycope sublaevis Sars, 1923
- Polycope suborbicularis Terquem, 1885 †
- Polycope sububiquita Whatley, 1970 †
- Polycope suhrmeyeri Hartmann, 1993
- Polycope thieli Hartmann, 1985
- Polycope tholiformis Bonaduce, Ciampo & Masoli, 1976
- Polycope thomasi Warne, 1990 †
- Polycope transversicostata Ainsworth, 1986 †
- Polycope trigonalis Chapman, 1919
- Polycope truncatula Bonaduce, Ciampo & Masoli, 1976
- Polycope unituberculata Neale & Singh, 1986 †
- Polycope vasfiensis Sissingh, 1972 †
- Polycope ventrocostata Kozur, 1985 †
- Polycope warneetensis Warne, 1990 †
- Polycope yasuharai Brandão & Karanovic, 2016
- Polycope youngiana Jones & Kirkby, 1874 †